# Ksenofont
Ksenofont (grč. Ξενοφῶν, Atena, oko 428. pr. Kr. – ? Korint, oko 354. pr. Kr.), sin Grila iz Atene, bio je grčki vojnik, plaćenik, filozof i književnik povjesničar najpoznatiji po svojim povijesnim djelima o Grčkoj i Perzijskom Carstvu tijekom 4. stoljeća pr. Kr.

## Životopis
Potječe iz atenske aristokratske obitelji koja je pokazivala veću sklonost spartanskome državnom uređenju nego demokratskom atenskom. Rano je postao Sokratovim prijateljem. Kir Mlađi počeo je skupljati najamničku vojsku poslije Peloponeskog rata s ciljem napada na svojeg brata, tadašnjeg perzijskog kralja Artakserksa II. Mnemona. U službu je otišao i velik broj Helena koji su bili mladi aristokrati koji su pobjegli od roditelja ili siromašni ljudi koji su ostavili obitelji u nadi da će se kući vratiti s obilnim plijenom nakon kratka rata. Otišao je i Proksen iz Tebe, Ksenofontov prijatelj, pa je i njega pozvao. Prije polaska pokazao je Proksenovo pismo Sokratu pitajući ga za savjet. Sokrat je mislio da bi mu sugrađani mogli zamjeriti ako ode Kiru jer se držalo da je pomogao Spartance u Peloponeskom ratu protiv Atenjana. Rekao mu je da ode po savjet u proročište u Delfima. Međutim, umjesto da pita je li mu korisnije krenuti na put ili ne, upitao je kojim bogovima treba žrtvovati da se sretno vrati kući.
U proljeće 401. pr. Kr. stigao je u Sard Proksenu i Kiru. U vojsci je bio samo Proksenov pratitelj, a ne vojnik. U jesen te iste godine dogodila se bitka kod Kunakse u kojoj je poginuo Kir, a Perzijanci su na prijevaru pobili sve vojvode. Ksenofont je tako postao duša te vojske od deset tisuća grčkih plaćenika koje je sretno vratio u Pergam gdje ih je predao spartanskom zapovjedniku Tibronu. Sprijateljio se sa spartanskim kraljem Agezilajem i, kad su Atenjani, Tebanci, Argivljani i Korinćani ujedinili protiv Sparte, stao je na njegovu stranu pa su ga Atenjani osudili na progonstvo, a Spartanci su mu za zasluge dali imanje u Skiluntu blizu Olimpije. Ondje je mirno živio sedamnaest godina sa svojom ženom i dvama sinovima, Grilom i Diodorom.
U bitki kod Leuktre 371. pr. Kr. Spartanci su izgubili od Tebanaca, a Eliđani su im oduzeli Skilunt. Ksenofont ga je, kao spartanski štićenik, morao napustiti. Preselio se u Korint gdje je i umro oko 355. pr. Kr. Velik napredak tebe pomirio je Atenu i Spartu pa je Ksenofontu tom prilikom ukinuto progonstvo, ali ne zna se je li Ksenofont ikada putovao u Atenu nakon toga. Ipak, kada je Epaminonda prodirao prema Peloponezu, atenska je vojska priskočila u pomoć Sparti, a među njima je bio i Ksenofontov sin Gril koji je u bitki kod Matineje poginuo. Priča se da je Ksenofont prinosio žrtvu kad su mu javili da mu je sin poginuo. U znak žalosti skinuo je s glave vijenac, ali ponovno ga je stavio kad je čuo da mu je sin junački poginuo. Tada je navodno rekao „Znao sam da sam ga smrtna rodio.” Grila su Mantinejani počastili javnim pogrebom.
Djela je pisao u atičkom narječju, a jezik mu je bio jasan, pa su ga zvali „atičkom pčelom” i „atičkom muzom” i govorili da su njegovim jezikom govorile same muze. Jezik mu, ipak, nije potpuno čist jer u njega nalazimo i jonskih i pjesničkih riječi.
U povijest je uveo izlaganje portreta osobe, ali prečesto je pristran, a u filozofiji nije originalan mislilac, nego pokušava povezati Sokratovo učenje sa spartanskom političkom organizacijom. Osporavan je kao filozof, ali zbog jasnoće i preglednosti djela su mu cijenjena kao uzorna jednostavna proza. Upravo zbog toga što je njegov jezik uzoran jedan je od rijetkih antičkih autora čiji je opus u potpunosti očuvan.

## Djela
Važnija su mu djela:
- Historijski spisi:[2]
  - „Anabaza“ — u njoj je Ksenofont objasnio čitav put Kirove vojske i svoju ulogu u tome jer je već prije bilo izašlo djelo Sofeneta iz Stimfala u Arkadiji u kojem njegov doprinos nije dovoljno istaknut pa je pod pseudonimom Temistogen („sin pravde”) Sirakužanin, nije riječ o povijesnom djelu, nego o memoarskim spisima, ali daje mnogo geografskih i etnografskih podataka te informacija o ratnim vještinama
  - „Helenska povijest” — nastavlja prikaz grčke povijesti na onom mjestu gdje je Tukidid stao, to jest od 411. pr. Kr. do 362. pr. Kr. (bitke kod Matineje)
- Filozofski spisi:
  - „Sredstva ili o dohodcima” — praktični savjeti Atenjanima za unaprjeđenje privrede i popravljanje državnih prihoda
  - „Država lakedemonska” — izlaže spartanske uredbe zbog kojih je Sparta postala najmoćnija i najslavnija grčka država, te se uredbe pripisuju Likurgu
  - „Spomene Sokratove” — nastoji pobiti tužbu protiv Sokrata
  - „O gospodarstvu” — između ostalog govori i o velikoj važnosti poljoprivrede
- Didaktički spisi:
  - „Naputak hiparhu” — o dužnostima zapovjednika konjanika u miru i ratu
  - „O jahanju” — upute o postupanju s konjima
  - „O lovu” — opisuje lovačke sprave, govori o lovu na različite životinje i daje uputu za obuku lovačkih pasa
- „Kirupedija“ — povijesno, filozofsko i političko djelo u kojem Ksenofont na primjeru Kira Starijeg pokazuje uzor vladara i vojskovođe, nije riječ o pravom povijesnom djelu jer je pisac mnogo toga izmislio, nego je to u većoj mjeri pedagoško-politički tendeciozni roman, time se često smatra prvim romanopiscem iako se njegovo djelo u mnogočemu razlikuje od novijeg europskog romana
- „Agesilaj“ — pohvalni posmrtni govor
- „Gozba”[3]
- „Obrana Sokratova”[4]
- „Hijeron”
- i dr.

## Vanjske poveznice
- Internetska enciklopedija filozofije: Ksenofont
- Ksenofont (Graham Oliver)  Arhivirana inačica izvorne stranice od 5. kolovoza 2004. (Wayback Machine)
- Ksenofontovo učenje o Kiru („Kiropedija“)  Arhivirana inačica izvorne stranice od 20. ožujka 2006. (Wayback Machine)
- Ksenofontova djela  Arhivirana inačica izvorne stranice od 24. listopada 2008. (Wayback Machine)
- Najpoznatiji Ksenofontovi citati  Arhivirana inačica izvorne stranice od 9. studenoga 2017. (Wayback Machine)